# 호소노역 (나가노현)
호소노역(일본어: 細野駅)은 일본 나가노현 기타아즈미군 마쓰카와촌에 위치한 동일본 여객철도 오이토 선의 철도역이다. 역 번호는 29번이며, 단선 승강장 1면 1선의 구조를 갖춘 지상역이다.

## 이용 현황
| 승차 인원 추이 | 승차 인원 추이 |
| 연도           | 1일 평균       |
| -------------- | -------------- |
| 2007           | 61             |
| 2010           | 57             |
| 2011           | 56             |

## 역 주변
- 국도 제147호선
- 다카세 강

## 역사
- 1915년 9월 29일 : 시나노 철도의 아리아케 역 - 시나노마쓰카와 역 - 당 역간이 개통해, 개업. 여객 영업만.
- 1916년 9월 18일 : 미나미마쓰모토 역을 마쓰모토역에 통합되어 공동 사용역화해, 이 역 경유로의 여객 연락 수송을 개시.
- 1926년 1월 8일 : 시나노 철도가 전 노선 전철화해, 여객 열차를 전철화.
- 1937년 6월 1일 : 시나노 철도의 국유화.
- 1957년 8월 15일 : 나카쓰치역 - 고타키역 간이 개통해서 전 노선 개통해, 오이토 역으로 개칭.
- 1987년 4월 1일 : 일본국유철도 분할 민영화에 의해, 동일본 여객철도가 승계.

## 인접 역
| 동일본 여객철도 오이토 선       | 동일본 여객철도 오이토 선 | 동일본 여객철도 오이토 선                    |
| ------------------------------- | ------------------------- | -------------------------------------------- |
| 30 아즈미오이와케 마쓰모토 방면 | ■ 오이토 선               | 기타호소노 28 미나미오타리 · 이토이가와 방면 |